# Daphniphyllales
Daphniphyllales is een botanische naam, voor een orde van tweezaadlobbige planten: de naam is gevormd uit de familienaam Daphniphyllaceae. Een orde onder deze naam wordt zelden erkend door systemen voor plantentaxonomie.
Het Cronquist-systeem (1981) erkent wel zo'n orde, geplaatst in een onderklasse Hamamelidae, met de volgende samenstelling:
- orde Daphniphyllales
  - familie Daphniphyllaceae.